# 硫酸氢铵
硫酸氢铵，化学式(NH4)HSO4，是一种白色晶体，由硫酸与氨气的部分中和而得。它对皮肤有腐蚀性，可以进一步被中和得到硫酸铵。

## 化学性质
硫酸氢铵在308-419°C分解，经过焦硫酸铵，生成氨气、氮气、二氧化硫和水蒸气。
硫酸氢铵在220-270°C和氯化铵按下式反应：
{\displaystyle {\ce {NH4HSO4 + NH4Cl -> (NH4)2SO4 + HCl ^}}}